# Större mauisumphöna
Större mauisumphöna (Zapornia severnsi) är en förhistorisk utdöd fågel i familjen rallar inom ordningen tran- och rallfåglar som förekom i Hawaiiöarna.

## Utbredning och utdöende
Större mauisumphöna fanns tidigare på ön Maui, där rester av fåglar har funnits vid ett flertal gånger i utgrävningar av tidiga bosättningar. Den överlevde på ön fram tills människor om till ön på 200-talet. Det är oklart varför den dog ut, men man kan spekulera att den jagades för kött och dess ben och fjädrar användes som dekoration. Den kan också ha attackerats av polynesisk råtta som infördes med de tidiga bosättarna.

## Utseende
Större mauisumphönan var som namnet antyder den större av två arter sumphöns som fanns på ön. Den var 38 cm hög, med en 2 cm lång näbb med en hals på 22 cm. Vingarna var dock små, vilket gjorde att den inte kunde flyga. Fågeln var troligen brun, grå och svart likt sina nära och nyligen utdöda släktingar hawaiisumphöna och laysansumphöna. Den levde troligen på frukter, löv och blommor från träd som fallit ner till marken.

## Systematik
Arten beskrevs i släktet Porzana, men DNA-studier visar dock att Gallirallus så som det traditionell är konstituerat är gravt parafyletiskt. De flesta auktoriteter delar därför idag upp Porzana i flera släkten. I andra upplagan av Extinct Birds av Julian Hume förs större mauisumphönan till Zapornia, och denna linje följs här.

## Namn
Artens vetenskapliga artnamn hedrar en "R. Michael Severns, som upptäckte de flesta av de viktiga fossillokaler på Maui och delade sina upptäckter med oss. Tack vare hans insatser har Maui förändrats från en av de paleontologiskt fattigaste öarna till en av de mest kända.".